# Irena Wilczyńska
Irena Wilczyńska (ur. 1907, zm. 1978) – polska malarka i graficzka.

## Życiorys
Jej rodzicami byli Tadeusz i Janina z d. Ołtarzewska.
Ukończyła Miejską Szkołę Sztuk Zdobniczych i Malarstwa w Warszawie. W latach 1929–1935 studiowała w stołecznej Akademii Sztuk Pięknych. Należała do stowarzyszenia plastyków „Grupa Czwarta”, skupiającego najmłodsze pokolenie uczniów prof. Tadeusza Pruszkowskiego – malarza i animatora życia artystycznego.
W 1933 wzięła udział w wystawie prac grupy malarek „Ars Feminae” w Towarzystwie Zachęty Sztuk Pięknych w Warszawie. Obrazy wystawiała również w stołecznym Instytucie Propagandy Sztuki w 1936. W Centralnym Biurze Wystaw Artystycznych Zachęta pokazała swoje prace w 1964 na „X Wystawie Malarstwa Okręgu Warszawskiego ZPAP”.
Okres okupacji niemieckiej spędziła w Warszawie. Po kapitulacji powstania wyszła ze stolicy z ludnością cywilną. Popowstaniowa tułaczka przywiodła ją z powrotem do Warszawy. Dotarła na Saską Kępę, prawobrzeżną, więc mało zniszczoną dzielnicę willową stolicy, gdzie gromadzili się artyści. Wtedy zaczęła wyzwalać się z tradycyjnych wpływów szkoły Pruszkowskiego i zbliżać do nowych trendów artystycznych.
Później przez prawie 36 lat kształciła w uczelniach wyższych przyszłych malarzy. Była bardzo lubiana, szczególnie przez studentów warszawskiej ASP z pokolenia Kolumbów. W 1976 Okręg Warszawski ZPAP zorganizował jej benefisową wystawę indywidualną w stołecznym Domu Artysty Plastyka.

## Wybrana twórczość

### Malarstwo
- Parka
- Dama, 1933
- Pastuszka, 1933
- Martwa natura, 1933
- Chłopka z miską, 1933
- Podwórko na krakowskim Kazimierzu, 1936
- Krajobraz
- Pastuszka
- Kazimierz
- Bukiet
- Bukiet jesienny
- Bukiet zimowy
- Kościół na Kamionku, 1947
- Działki na Kępie, 1947
- Park Paderewskiego, 1947
- Martwa natura, 1947
- Okno, 1951
- Krajobraz sandomierski, 1951
- Na wiejskiej drodze, 1953
- Martwa natura z rogalikiem, 1953
- Teatr, 1963
- Sieci, 1964
- Światła miasta, 1964
- Naczynia chemiczne
- Naczynie
- Ogród
- Irysy
- Korzenie – kompozycja czerwona

### Kartki pocztowe
- Najlepsze Życzenia – różne motywy

## Odznaczenia
- Medal 10-lecia Polski Ludowej, 1955[5]